# Abdelkarim Derkaoui
Mohamed Abdelkrim Derkaoui (Oujda, 29 de marzo de 1945) es un director, director de fotografía y productor marroquí.

## Biografía
Derkaoui asistió a la Escuela Nacional de Cine de Łódź (Polonia), donde se graduó en 1972. Es hermano del director Mustafa Derkaoui y tío del director de fotografía Kamal Derkaoui. A su regreso a Marruecos, se convirtió en uno de los directores de fotografía más reconocidos de la profesión. Como tal, ha trabajado en una treintena de largometrajes, numerosos cortometrajes y documentales, así como en varias películas para televisión, telenovelas y programas culturales.

## Filmografía

### Director[8][9]
- 1984: Le jour du forain
- 1998: Rue le Caire
- 2009: Chroniques blanches
- 2010: Les Enfants terribles de Casablanca
- 2014: Les griffes du passé

### Director de fotografía[10][4][11]
- 1974 : De quelques événements sans signification[12][13]
- 1978 : Les cendres du Clos
- 1979 : Deux moins un
- 1981 : Les beaux jours de Chahrazade
- 1981 : Annoûra ou Le jour du forain
- 1982 : Des pas dans le brouillard
- 1983 : Cauchemar
- 1983 : Titre provisoire
- 1984 : Les Immigrés
- 1989 : Fiction première
  - Un amor en Casablanca
  - Le marteau et l'enclume

- 1990 : La fiesta de los otros
  - Crónica de una vida normal

- 2008: Itto titrit